# گودال پول
گودال پول (به انگلیسی: The Money Pit) فیلمی محصول سال ۱۹۸۶ و به کارگردانی ریچارد بنجامین است. در این فیلم بازیگرانی همچون تام هنکس، شلی لانگ، الکساندر گودونوف، مورین استیپلتون، جو مانتگنا، فیلیپ بوسکو، فرانکی فیزن، جاش ماستل، یاکوو سمیرنوف، کارمین کاریدی، برایان بکر، میا دیلون، مایکل جیتر ایفای نقش کرده‌اند.